# Garsa de mar becllarga
La garsa de mar becllarga (Haematopus longirostris) és una espècie d'ocell de la família dels hematopòdids (Haematopodidae) que habita platges i estuaris de la zona australasiana, a Nova Guinea, Austràlia, Tasmània, i illes properes a totes tres.